# Europejskie Igrzyska Halowe w Lekkoatletyce 1969 – bieg na 800 m kobiet
Bieg na 800 metrów kobiet – jedna z konkurencji biegowych rozgrywanych podczas lekkoatletycznych europejskich igrzysk halowych w hali Palac Lodowy w Belgradzie. Rozegrano od razu bieg finałowy 9 marca 1969. Zwyciężyła reprezentantka NRD Barbara Wieck. Tytułu z poprzednich igrzysk nie broniła Karin Burneleit z NRD.

## Rezultaty

### Finał
Rozegrano od razu bieg finałowy, w którym wzięło udział 8 biegaczek.

Opracowano na podstawie materiału źródłowego.
| Miejsce | Zawodniczka          | Czas   | Uwagi |
| ------- | -------------------- | ------ | ----- |
| 1       | Barbara Wieck        | 2:05,3 | WR    |
| 2       | Magdolna Kulcsár     | 2:07,5 |       |
| 3       | Anna Zimina          | 2:08,0 |       |
| 4       | Emília Ovádková      | 2:09,8 |       |
| 5       | Zofia Kołakowska     | 2:10,8 |       |
| 6       | Annelise Damm Olesen | 2:11,6 |       |
| 7       | Mirjana Kovačev      | 2:15,7 |       |
| 8       | Maria Sykora         | 2:18,7 |       |